# WNBA 올해의 감독상
WNBA 올해의 감독상(영어: WNBA Coach of the Year Award)은 WNBA에서 정규 시즌에 가장 활약한 감독에 수여되는 상이다.

## 수상자 목록
| 시즌 | 수상자             | 소속팀                | 성적           |
| ---- | ------------------ | --------------------- | -------------- |
| 1997 | 반 챈설러          | 휴스턴 코메츠         | 18승 10패 .643 |
| 1998 | 반 챈설러          | 휴스턴 코메츠         | 27승 3패 .900  |
| 1999 | 반 챈설러          | 휴스턴 코메츠         | 26승 6패 .813  |
| 2000 | 마이클 쿠퍼        | 로스앤젤레스 스파크스 | 28승 4패 .875  |
| 2001 | 댄 휴즈            | 클리블랜드 로커스     | 22승 10패 .688 |
| 2002 | 마리안 스탠리      | 워싱턴 미스틱스       | 17승 15패 .531 |
| 2003 | 빌 레임비어        | 디토로이트 쇼크       | 25승 9패 .735  |
| 2004 | 수지 매코널 세리오 | 미네소타 링크스       | 18승 16패 .529 |
| 2005 | 존 화이즈넌트      | 새크라멘토 모나크스   | 25승 9패 .765  |
| 2006 | 마이크 티볼트      | 코네티컷 선           | 26승 8패 .765  |
| 2007 | 댄 휴즈            | 샌안토니오 실버스타스 | 20승 14패 .588 |
| 2008 | 마이크 티볼트      | 코네티컷 선           | 21승 13패 .618 |
| 2009 | 메리넬 미도르즈    | 애틀랜타 드림         | 18승 16패 .529 |
| 2010 | 브라이언 아들러    | 시애틀 스톰           | 28승 6패 .824  |
| 2011 | 셰럴 리브          | 미네소타 링크스       | 27승 7패 .794  |
| 2012 | 캐럴 로스          | 로스앤젤레스 스파크스 | 24승 10패 .706 |
| 2013 | 마이크 티볼트      | 워싱턴 미스틱스       | 17승 17패 .500 |
| 2014 | 샌디 브론델로      | 피닉스 머큐리         | 29승 5패 .853  |
| 2015 | 빌 레임비어        | 뉴욕 리버티           | 23승 11패 .676 |
| 2016 | 셰럴 리브          | 미네소타 링크스       | 28승 6패 .824  |
| 2017 | 커트 밀러          | 코네티컷 선           | 21승 13패 .618 |
| 2018 | 니키 콜린          | 애틀랜타 드림         | 23승 11패 .676 |
| 2019 | 제임스 웨이드      | 시카고 스카이         | 20승 14패 .588 |
| 2020 | 셰럴 리브          | 미네소타 링크스       | 14승8패.636    |
| 2021 | 커트 밀러          | 코네티컷 선           | 26승6패.813    |
| 2022 | / 베키 해먼        | 라스베이거스 에이시즈 | 26승10패.722   |
| 2023 | 스테파니 화이트    | 코네티컷 선           | 27승 13패 .675 |
| 2024 | 셰럴 리브          | 미네소타 링크스       | 30승 10패 .750 |